# Leandro Allochis
Leandro Allochis (Perito Moreno, Provincia Santa Cruz; 11 de julio de 1974) es un fotógrafo, artista visual y docente argentino dedicado al retrato y temáticas en relación con el cuerpo social, la identidad, la moda, el poder y el género. Sus fotografías combinan estéticas de representación de la iconografía religiosa, la historia del arte, y la publicidad. 

## Biografía

### Formación
Leandro Allochis se formó como profesor en Artes Visuales en la Escuela Superior de Arte N° 806 de Comodoro Rivadavia, Chubut, Argentina para luego especializarse en Iconografía y Simbología del Arte en la Universidad de Sevilla y en Historia Social de la Moda en el Centro Andaluz de Teatro de Sevilla, España).

### Trayectoria artística
Sus obras han sido expuestas en ferias, galerías y espacios culturales de Argentina, España y América Latina. En 2003 fue becado por Fundación Antorchas en Buenos Aires y en 2009 por el Centro de Investigaciones Artísticas del Centro Cultural Rojas. En 2008 se le otorga el Premio Nacional Platt de Artes Plásticas a un díptico fotográfico de la serie Rituales en la cual se debate sobre la identidad colectiva y la masculinidad. Las tomas documentan situaciones rituales, donde la iconografía masculina del mundo rural, militar, deportivo y educativo develan las jerarquías y mutaciones del poder, propias de los perdurables ejercicios sociales de selección, inclusión y exclusión de personas.

### Investigación y docencia
Como investigador en torno a la temática de la indumentaria y la cultura popular, en 2019 publica el ensayo De New York a Buenos Aires y Hip Hop a la Cumbia Villera. del Hip Hop a la Cumbia Villera El protagonismo de la imagen en los procesos de transculturación para la Universidad de Palermo y Parsons The New School for Design. El artículo vincula las similitudes entre la estética indumentaria del hip hop norteamericano con la de los músicos de cumbia villera de Argentina, para demostrar el poder simbólico y la capacidad evocativa de prototipos culturales, más allá de las distancias territoriales y culturales.
Sus investigaciones se interesan también por el retrato y sus implicaciones históricas, políticas y culturales. Para Allochis «el retrato representa, a pequeña escala, el inventario de los cuerpos elegidos por el poder social de cada época y cultura. Los museos de retratos representan más que un archivo histórico y una galería de estilos estéticos, una transcripción de los mandatos y preceptos válidos de cada momento histórico. Una galería de valores y creencias, más que una galería de personas». La temática del retrato la desarrolla también en conferencias como Antropología del Retrato (EFTI , Madrid, España)  calificando al retrato como un lugar donde se inscriben paradigmas estéticos e ideológicos de una época, desde el mito y la religión hasta los medios masivos de comunicación y también pensar las funciones y posibilidades del retrato contemporáneo desde las perspectivas de la fotografía, la moda, la publicidad, la antropología social y la semiótica. Allochis retoma la hipótesis desarrollada por Hans Belting identificando al retrato como repetición de arquetipos y artefacto político y de poder. 
Sus investigación teórica se combina con la docencia  en fotografía de retrato, dictando seminarios en la Escuela Argentina de Fotografía y el Centro Cultural Recoleta.

### Libros
En 2017 el libro El Cuerpo Simbólico en la Casa Nacional del Bicentenario de Buenos Aires, con una edición donde se combinan sus fotografías con ensayos académicos escritos por los historiadores de Argentina Julio Sánchez, Rodrigo Alonso, Paula Croci y Ángel Navarro, investigador del Museo Nacional de Bellas Artes (Argentina). También participa Francisco Zurián de la Universidad Complutense de Madrid y John Pultz, historiador y profesor de la Universidad de Kansas. El libro El Cuerpo Simbólico se organiza en 8 capítulos aborda la naturaleza y funcionamiento de la representación del cuerpo en lo contemporáneo, desde las perspectivas de la historia del arte, la fotografía, la moda, la iconografía, la semiótica y los estudios de género. Cada ensayo se vincula a una serie fotográfica de Allochis y aportan claves para la lectura del cuerpo en la escena del arte contemporáneo y en relación con el estilo particular del autor como el uso de repertorios estéticos de la tradición artística, el imaginario popular y la cultura visual de masas.

## Fotografía
La obra de Leandro Allochis emplea el tableaux vivant (fotografía escenificada) recuperado por la fotografía conceptual. Sus obras han sido expuestas en ferias, galerías y espacios culturales de Argentina, España y América Latina. Sus obras exploran las posibilidades del retrato y del cuerpo como objeto social sobre el cual se construyen identidades e ideologías. Sus obras apropian y reformulan imágenes de la cultura popular y plantean corrimientos y rupturas sobre estereotipos y roles asignados al hombre contemporáneo. Sus escenas recurren a un uso paródico de las representaciones para presentar temas como la estandarización de la belleza y los modelos de género y poder en la cultura actual. Sus obras se muestra al cuerpo sujeto a las manipulaciones de los micropoderes de la modernidad y la sociedad de consumo, siguiendo la perspectiva filosófica de Michel Foucault. En los cuerpos de sus fotografías «la opresión pasa por los objetos y las posesiones. Toda pertenencia parece ser a la vez un instrumento de identidad y de sumisión, de expresión y de dominio. Los objetos más banales adquieren un carácter simbólico definitivo, fetichista; dotan a sus poseedores de un rasgo de personalidad a la vez que los congelan en relaciones de poder o estereotipos».
En la serie Cuerpo Mutante (2011) muestra la convivencia entre representaciones arquetípicas de la moda y la silueta femenina junto al paisaje patagónico y el ganado ovino, en una relación de contrastes y analogías para debatir sobre los modelos de belleza y los roles de género. La serie plantea preguntas en torno a la moda como forma de control sobre los cuerpos, las convenciones del sistema de las apariencias y la indumentaria como mecanismo disciplinador de las formas corporales.
En la serie Vanitas (2015) muestra retratos de varones que pertenecen a grupos jerárquicos; hay mariachis, luchadores, masones y judíos ortodoxos. Sobre estas fotografías, Eugenia Maurello cita en Clarín que «el autor pone el acento en cómo los seres humanos buscamos trascender tanto en el imperativo de establecer jerarquías para obtener el reconocimiento de los demás, más allá de la biología, como también al crear rituales, religiones y homenajes». Judith Savloff agrega «en las obras de Allochis, donde manda el negro fúnebre, son claramente artificiosas. El autor explora hasta alucinarnos la capacidad de fabricar fantasías que ofrece la fotografía. Sin embargo, sus vanitas no aparecen envueltas con un moñito para enseñar valores y disvalores. Más bien rompen esas tradiciones para combinar supuestos opuestos. Cuerpo y alma. Tierra y cielo. Lo efímero y lo eterno. Los entierros, los mariachis y el pinball». En esta serie aparecen fotografías escenificadas llenas de humor e ironía que citan grandes pinturas de la historia del arte, como El entierro del conde de Orgaz de El Greco ,en las que se mezclan masones, judíos ortodoxos, mariachis y personajes de la cultura popular, donde Allochis recrea esas estrategias ineficaces e infantiles a las que se aferra desde hace milenios el único ser viviente del planeta que se sabe mortal.
En la serie Capa Rusa (2014) Allochis recrea retratos de la Rusia Zarista para debatir sobre la presentación como herramienta de veracidad. El crítico de arte argentino Julio Sánchez comenta en La Nación: «Al fotógrafo le interesa el retrato oficial, al que los historiadores llaman retrato de aparato, especialmente destinado a reyes europeos que necesitaban refulgir con toda su majestad echando mano de los atributos y símbolos de poder disponible. En el caso de los rusos primaba el uniforme militar, condecoraciones, cetros, coronas, capas, charreteras y cordones dorados, dispuestos con la sobriedad masculina que requería el cargo».
En el año 2023 presenta Un siglo de héroes, una serie de retratos que muestran la evolución de la camiseta de River Plate a través del tiempo y el poder de la indumentaria como herramienta de identidad social. La camiseta de fútbol resulta un caso único en la historia de la indumentaria moderna, presentándose como una prenda de culto colectivo que atraviesa generaciones, clases sociales y territorios. Gustavo Grazioli en su artículo para Página 12 describe que «se puede observar la evolución de su casaca a través del tiempo y el poder de la indumentaria como herramienta de identidad social. El recorrido invita a focalizar como esa simple prenda que distingue a jugadores de un equipo y de otro, aborda, viste (y vistió) simbólicamente a generaciones enteras, bajo el marco de retratos que representan el relato más épico y heroico del universo de la pelota».

## Colecciones
Museo de Arte Contemporáneo de Rosario, Rosario, Argentina